# Astragalus woldemari
Astragalus woldemari är en ärtväxtart som beskrevs av Sergei Vasilievich Juzepczuk. Astragalus woldemari ingår i släktet vedlar, och familjen ärtväxter.

## Underarter
Arten delas in i följande underarter:
- A. w. atrotrichocladus
- A. w. woldemari